# Atletismo nos Jogos Pan-Americanos de 1975 - 100 m feminino
A prova dos 100 m feminino nos Jogos Pan-Americanos de 1975 foi realizada na Cidade do México, México.

## Medalhistas
| Ouro                         | Prata                     | Bronze                     |
| Pam Jiles USA Estados Unidos | Patty Loverock CAN Canadá | Marjorie Bailey CAN Canadá |

## Resultados
| Posição           | Nome            | Nacionalidade      | Tempo | Notas |
| ----------------- | --------------- | ------------------ | ----- | ----- |
| Medalha de ouro   | Pam Jiles       | USA Estados Unidos | 11.38 |       |
| Medalha de prata  | Patty Loverock  | CAN Canadá         | 11.41 |       |
| Medalha de bronze | Marjorie Bailey | CAN Canadá         | 11.42 |       |
| 4                 | Silvia Chivas   | CUB Cuba           | 11.45 |       |
| 5                 | Renaye Bowen    | USA Estados Unidos | 11.50 |       |
| 6                 | Carol Cummings  | JAM Jamaica        | 11.66 |       |
| 7                 | Lelieth Hodges  | JAM Jamaica        | 11.74 |       |
| 8                 | Carmen Valdés   | CUB Cuba           | 11.74 |       |